# Ертарка
Ертарка — река в России, протекает по Тугулымскому району Свердловской области. Устье реки находится в 28 км по правому берегу реки Беляковка. Длина реки составляет 12 км.

## Притоки
- Черемшанка
- Красновка
- Етлачиха

## Населённые пункты
На реке расположен посёлок Ертарский, где создан Ертарский пруд. В пруд впадает слева река Етлачиха, образуя рукав.

## Данные водного реестра
По данным государственного водного реестра России относится к Иртышскому бассейновому округу, водохозяйственный участок реки — Пышма от Белоярского гидроузла и до устья, без реки Рефт от истока до Рефтинского гидроузла, речной подбассейн реки — Тобол. Речной бассейн реки — Иртыш.
Код объекта в государственном водном реестре — 14010502212111200008218.